# Team Jayco-Skins/Saison 2010
Dieser Artikel listet Erfolge und Mannschaft des Radsportteams Jayco-Skins in der Saison 2010 auf.

## Saison 2010

### Erfolge in der UCI Continental Tour
| Datum        | Rennen                                            | Kat. | Sieger                |
| 6. Januar    | Australischer Meister – Einzelzeitfahren (U23)    | NC   | Rohan Dennis          |
| 10. Januar   | Australischer Meister – Straßenrennen (U23)       | NC   | Michael Hepburn       |
| 30. Januar   | 4. Etappe Tour of Wellington                      | 2.2  | Michael Matthews      |
| 1. März      | 1. Etappe Tour de Langkawi                        | 2.HC | Michael Matthews      |
| 3. März      | 3. Etappe Tour de Langkawi                        | 2.HC | Michael Matthews      |
| 16. Mai      | 1. Etappe Tour of Japan (EZF)                     | 2.2  | Michael Matthews      |
| 3. Juni      | 2. Etappe Ringerike Grand Prix                    | 2.2  | Michael Matthews      |
| 4. Juni      | 3. Etappe Ringerike Grand Prix                    | 2.2  | Michael Matthews      |
| 15. Juni     | 1. Etappe Thüringen-Rundfahrt                     | 2.2U | Mannschaftszeitfahren |
| 5. September | Memorial Davide Fardelli – Cronometro Individuale | 1.2  | Luke Durbridge        |

### Zugänge – Abgänge
| Zugänge         | Team 2009             | Abgänge       | Team 2010              |
| --------------- | --------------------- | ------------- | ---------------------- |
| Richard Lang    | Team Budget Forklifts | Jack Bobridge | Garmin-Transitions     |
| Malcolm Rudolph | Team Budget Forklifts | Travis Meyer  | Garmin-Transitions     |
| Nick Aitken     | Neoprofi              | Leigh Howard  | Team HTC-Columbia      |
| Alex Carver     | Neoprofi              | Adam Semple   | Brisot Cardin Bibanese |
| Aaron Donnelly  | Neoprofi              | Luke Davison  | Unbekannt              |
| Luke Durbridge  | Neoprofi              |               |                        |
| Michael Hepburn | Neoprofi              |               |                        |
| Patrick Lane    | Neoprofi              |               |                        |

### Mannschaft
| Name             | Geburtstag         | Nationalität |
| ---------------- | ------------------ | ------------ |
| Nick Aitken      | 1. Januar 1990     | Australien   |
| Alex Carver      | 25. November 1991  | Australien   |
| Rohan Dennis     | 28. Mai 1990       | Australien   |
| Aaron Donnelly   | 27. Februar 1991   | Australien   |
| Luke Durbridge   | 9. April 1991      | Australien   |
| Michael Freiberg | 10. Oktober 1990   | Australien   |
| Michael Hepburn  | 17. August 1991    | Australien   |
| Patrick Lane     | 29. August 1991    | Australien   |
| Richard Lang     | 23. Februar 1989   | Australien   |
| Michael Matthews | 26. September 1990 | Australien   |
| Glenn O’Shea     | 14. Juni 1989      | Australien   |
| Malcolm Rudolph  | 4. Januar 1989     | Australien   |